# Баранов, Александр Иванович (футболист)
Александр Иванович Баранов (укр. Олександр Іванович Баранов; род. 29 апреля 1960, Киев) — советский и украинский футболист, полузащитник. Мастер спорта СССР (1987).
Окончил Украинский государственный университет физического воспитания и спорта (1994). Имеет тренерскую лицензию UEFA Pro.

## Карьера
Воспитанник футбольной школы киевского «Динамо». В 1978 году зачислен в дубль киевлян. Отыграл за дубль 4 сезона, забил 19 мячей.
В 1982 перешёл в клуб 1-й лиги «Таврия» (Симферополь), где за два года провел 83 игры, забил 20 мячей. В 1984 перешёл в московский «Спартак», где провел только 2 игры. В 1985 пытался вновь закрепиться в киевском «Динамо», но вскоре покинул команду, так ни разу и не выйдя в основе. Транзитом через «Таврию» в 1986 оказался в харьковском «Металлисте».
В Харькове Баранов провел 5 сезонов, сыграл 102 игр, забил 8 голов. С клубом выиграл Кубок СССР (забил гол в финале), участвовал в еврокубках.
В 1991 уехал играть в Финляндию, в клуб 2-го дивизиона «КонтУ» (Хельсинки). В 1992—1993 играл за «ЛоПа» (Лохья), в 1994 — за «КонтУ» и «КонтУ-72».
В 1993 и 1994 играл на Украине за «Ниву» (Мироновка) и «Металлист». В 1995—1997 продолжил выступления в клубе 2-го дивизиона «КонтУ».
Затем играл в клубе 4-го дивизиона «Виикингит» (Хельсинки), с которым в итоге поднялся до 2-го дивизиона (2002 год). Там же перешёл на тренерскую работу. Был играющим тренером команд «Виикингит» (1998—2002), «КонтУ» (2003—2004).
С июня 2004 по ноябрь 2005 работал главным тренером киевского «Арсенала».
С 2007 работает в клубе «Спартак» (Хельсинки), основу которого составляют эмигранты из бывшего СССР. Время от времени выходил на поле за «Спартак».

## Достижения
- Обладатель Кубка СССР (1988; автор гола в финале)

## Семья
Женат, воспитал двух сыновей и дочь. Проживает в Хельсинки. Сочетает тренерскую работу с бизнесом — с финскими партнерами открыл фирму по предоставлению складских услуг (хранение и обработка грузов).
- Сын — Иван (род. 16.06.1985), профессиональный футболист[7].
- Дочь — Мария (род. 1992), прима-балерина Финского национального балета.
- Сын — Адриан (род. 2001).